# بیره عکار
بیره عکار یک منطقهٔ مسکونی در لبنان است که در Akkar Governorate واقع شده‌است. بیره عکار ۵۳۰ متر بالاتر از سطح دریا واقع شده‌است.